# Typ Bremen (tramwaje w Szczecinie)
Nordwaggon Bremen – tramwaje produkowane dla przedwojennego Szczecina w latach 1925-1935. Obecnie w Szczecinie użytkowany jest jeden zabytkowy tramwaj Bremen o numerze bocznym 144. Został on odbudowany w roku 2001 i wykorzystywany był na wakacyjnej linii turystycznej 0. Obecnie stanowi eksponat szczecińskiego Muzeum Techniki i Komunikacji.

## Galeria

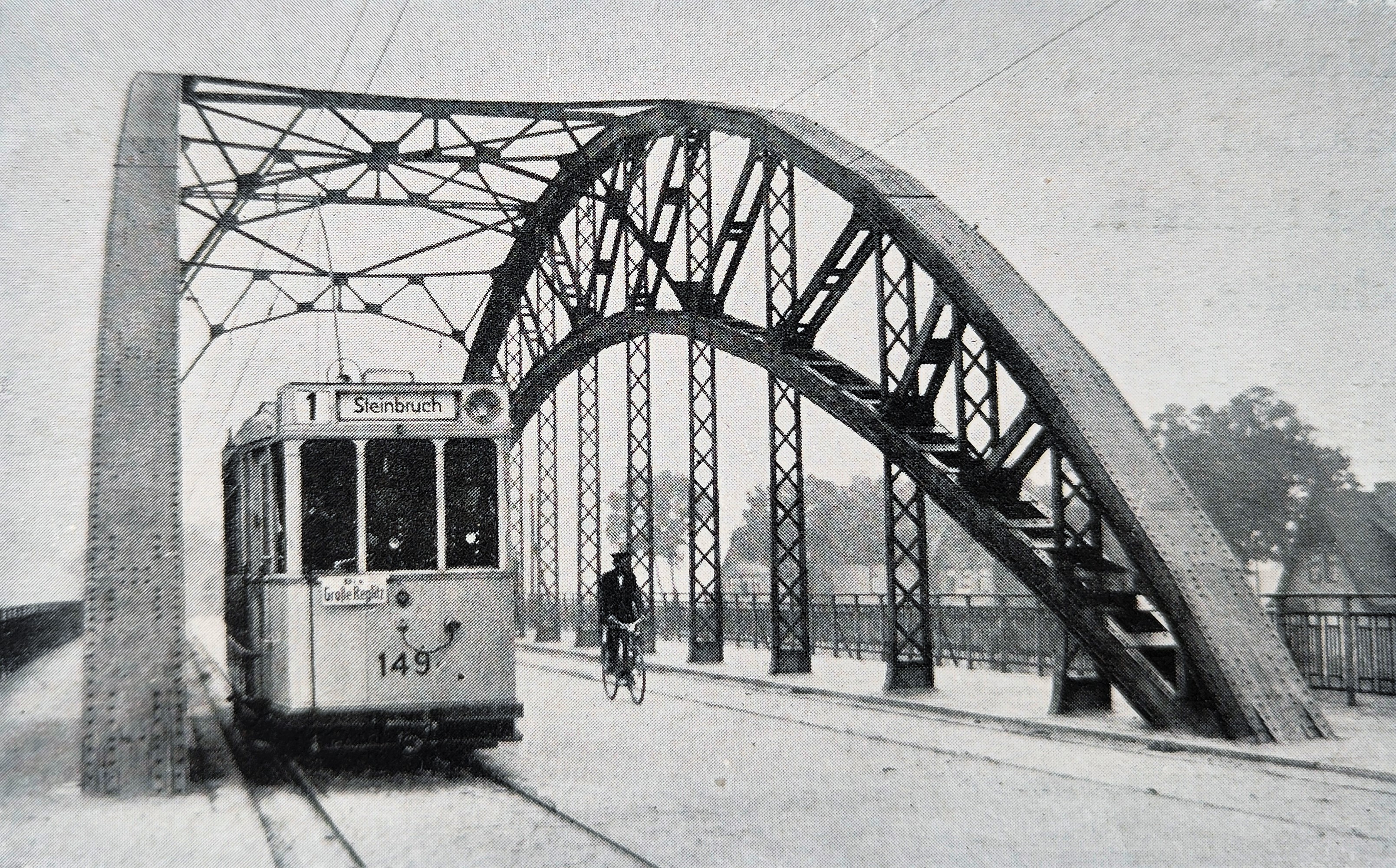
Bremen nr 149 na linii nr 1 na moście nad Regaliczką, lata 20. XX w.
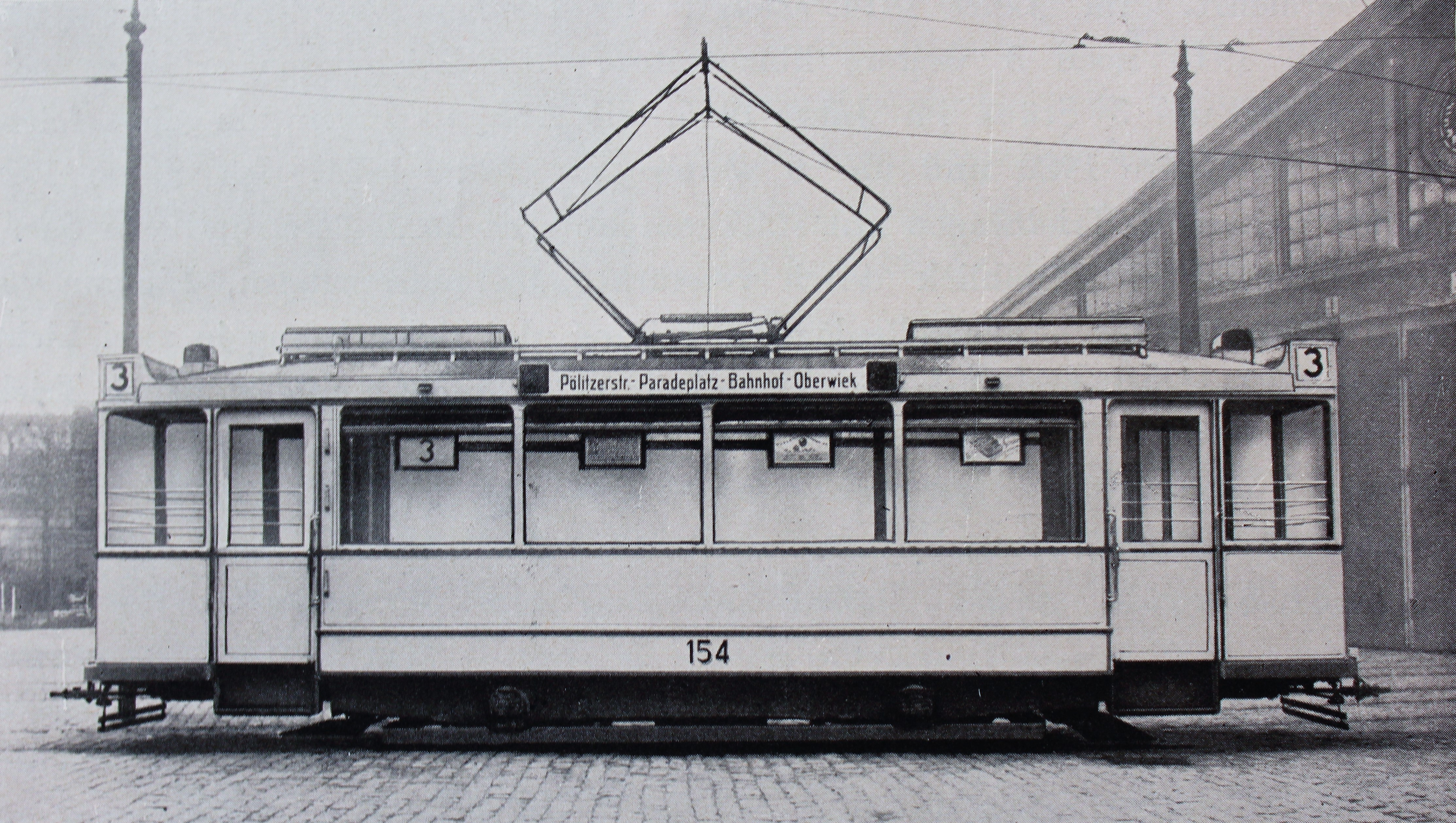
Bremen nr 154 na linii nr 3 przed zajezdnią Niemierzyn, lata 20. XX w.
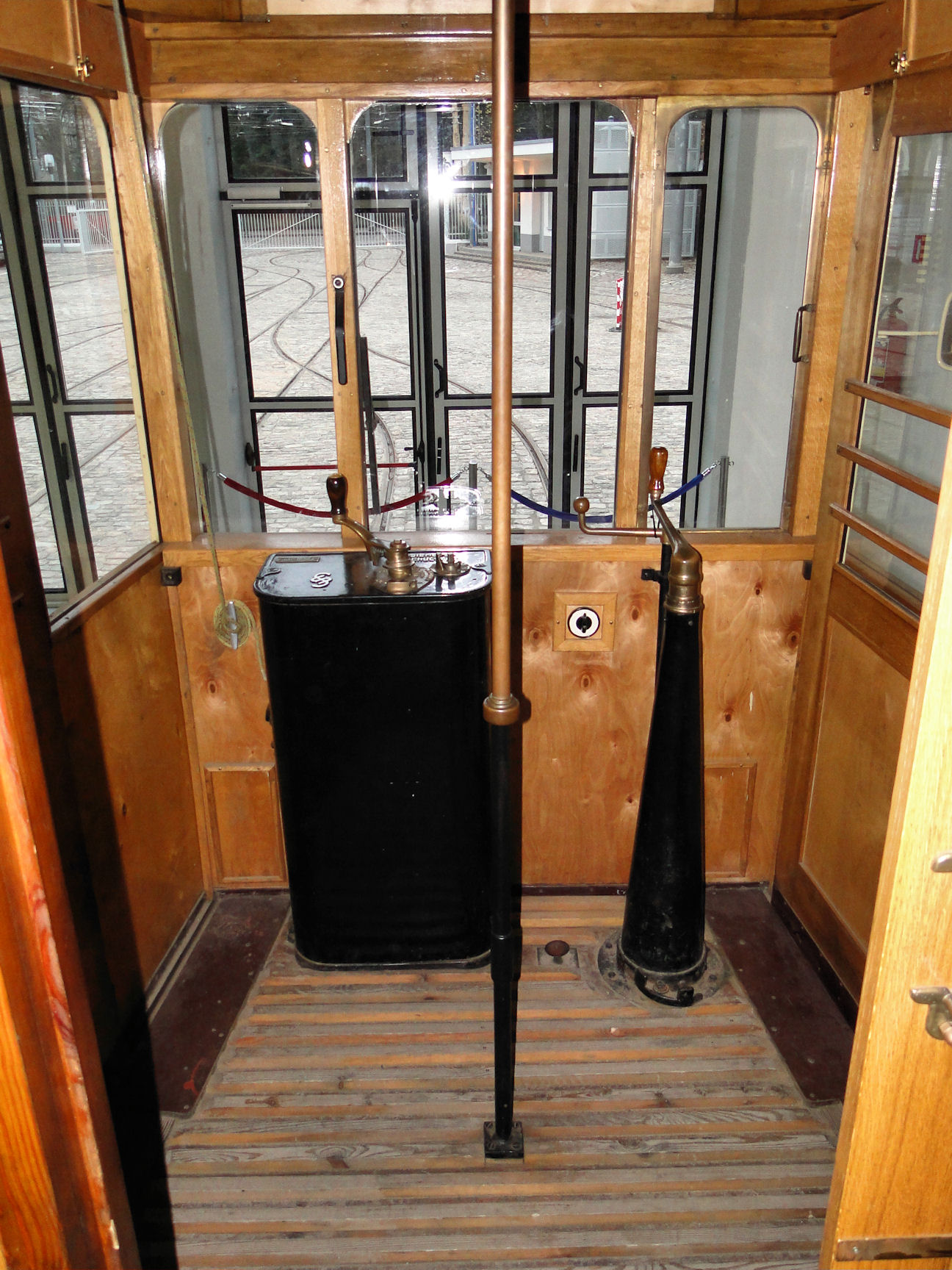
Stanowisko motorniczego
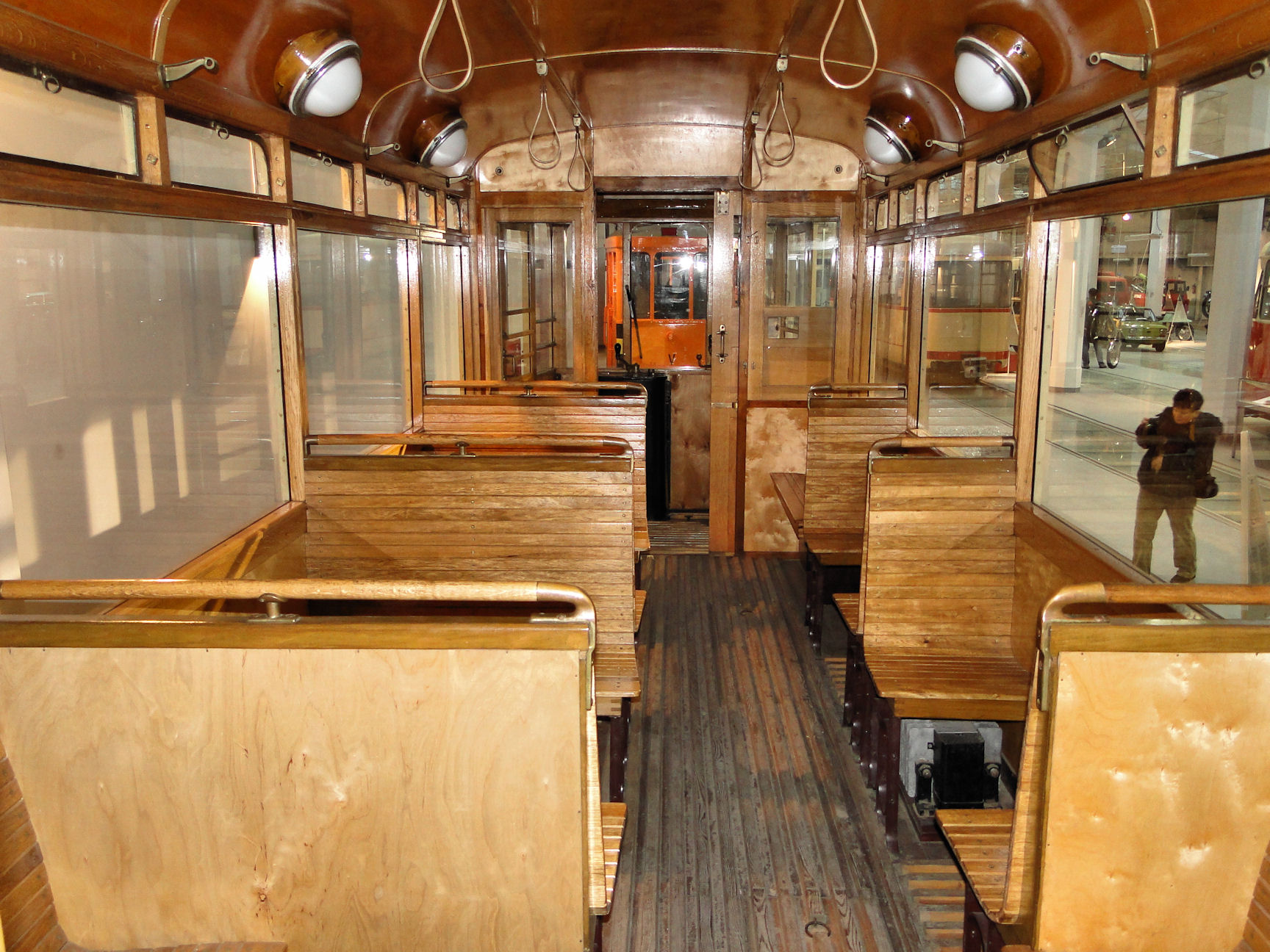
Przedział pasażerski